# 釋果章
釋果章（1907年－2015年1月30日），號請杯，俗姓蔣，名全安，四川遂寧（今中國四川省遂寧市）陳家鄉人氏，家中世代務農。法師戒行嚴謹，證量高深，曾任峨嵋山九老洞仙峰寺住持。1992年開始先後任印度佛法南傳漢地第一站，中國佛教六大名山古彌陀道場，四川成都大邑縣霧中山（古稱大光明山）開化寺監院、住持以及接王寺（原霧中山接王亭）的開山住持，為中國當代禪宗大德，百歲得道高僧之一。2015年1月30日，法師於接王寺坐化圓寂。

## 生平
果章老和尚生於清光緒三十三年（1907年），農曆冬月十七日（阿彌陀佛聖誕之日）。果章長老自幼聰慧過人，又好學不倦，10歲時就學於前清秀才私墊。後因宿緣善根成熟，1930年至峨嵋山九老洞仙峰寺，禮聖桃法師座下剃度出家。1933年在四川成都文殊院受具足戒，1946年於仙峰寺任副住持兼知客師，後接任仙峰寺住持，中年時曾赴康定求學甚深密法，後在仙峰寺閉關修持隱居多年。
1992年受大邑縣政府禮請擔任霧中山開化寺監院，普觀法師任住持，主管霧中山佛教事務。1994年8月轉任接王寺住持，以85歲高齡，不捨塵勞，肩負重修接王寺重任，直至2009年9月才卸下住持之務。2015年1月30日於接王寺禪房安祥圓寂，世壽108歲，僧臘82年。

## 法嗣

### 師承
- 釋聖桃

### 弟子
- 釋永興